# Josephine Pollard
Josephine Pollard (ur. 17 października 1834, zm. 15 sierpnia 1892) – poetka amerykańska. 
Była jednym z siedmiorga dzieci architekta Calvina Pollarda i jego żony Electry. Uczęszczała do Springler Institute, elitarnej szkoły dla dziewcząt. Nigdy nie wyszła za mąż. 
Znana jest jako autorka hymnów religijnych i przeznaczonych dla dzieci historii biblijnych, a także specyficznych książek biograficznych pisanych przy użyciu słów jednosylabowych.